# أرفيات
أرفيات هي بلدة تقع في خليج هدسون في ولاية نونافوت،كندا.